# Stratospheric Observatory for Infrared Astronomy
Lo Stratospheric Observatory for Infrared Astronomy (SOFIA) è stato un progetto nato da una collaborazione 80-20 tra NASA e DLR per costruire e mantenere un osservatorio aereo. La NASA ha aggiudicato l'appalto per lo sviluppo dell'aeromobile, il funzionamento dell'osservatorio e la gestione della parte americana del progetto alla Universities Space Research Association (USRA), mentre la DSI (Deutsches SOFIA Institut) ha gestito le parti tedesche del progetto che sono principalmente legati agli studi e al telescopio. Il telescopio SOFIA ha visto la prima luce il 26 maggio 2010. SOFIA è metodologicamente il successore del Kuiper Airborne Observatory. Nel 2021 la NASA nell'ambito del bilancio annuale richiesto al congresso ha chiesto la cessazione dei finanziamenti per la missione, essendo divenuta troppo costosa rispetto ai risultati conseguiti ed al fatto che la scienza prodotta da SOFIA potrebbe venire garantita da altri osservatori scientifici per i quali si libererebbero ulteriori fondi. Le missioni scientifiche sono terminate a settembre 2022

## Progetto
SOFIA consiste in un Boeing 747SP (Special Performance) modificato per avere nella fusoliera di poppa un'apertura che consenta al telescopio di compiere studi astronomici. Questo telescopio è riflettore con un diametro di 2,5 m e compie osservazioni nella stratosfera ad altitudini di circa 12 km. La capacità di volo di SOFIA permette di oltrepassare gran parte dell'umidità dell'atmosfera terrestre, che impedisce ad alcune lunghezze d'onda di raggiungere il suolo. All'altitudine di crociera dell'aeromobile, dovrebbe essere disponibile l'85% della completa gamma a infrarossi. L'aereo può anche coprire molti punti della superficie terrestre, consentendo l'osservazione da entrambi gli emisferi.

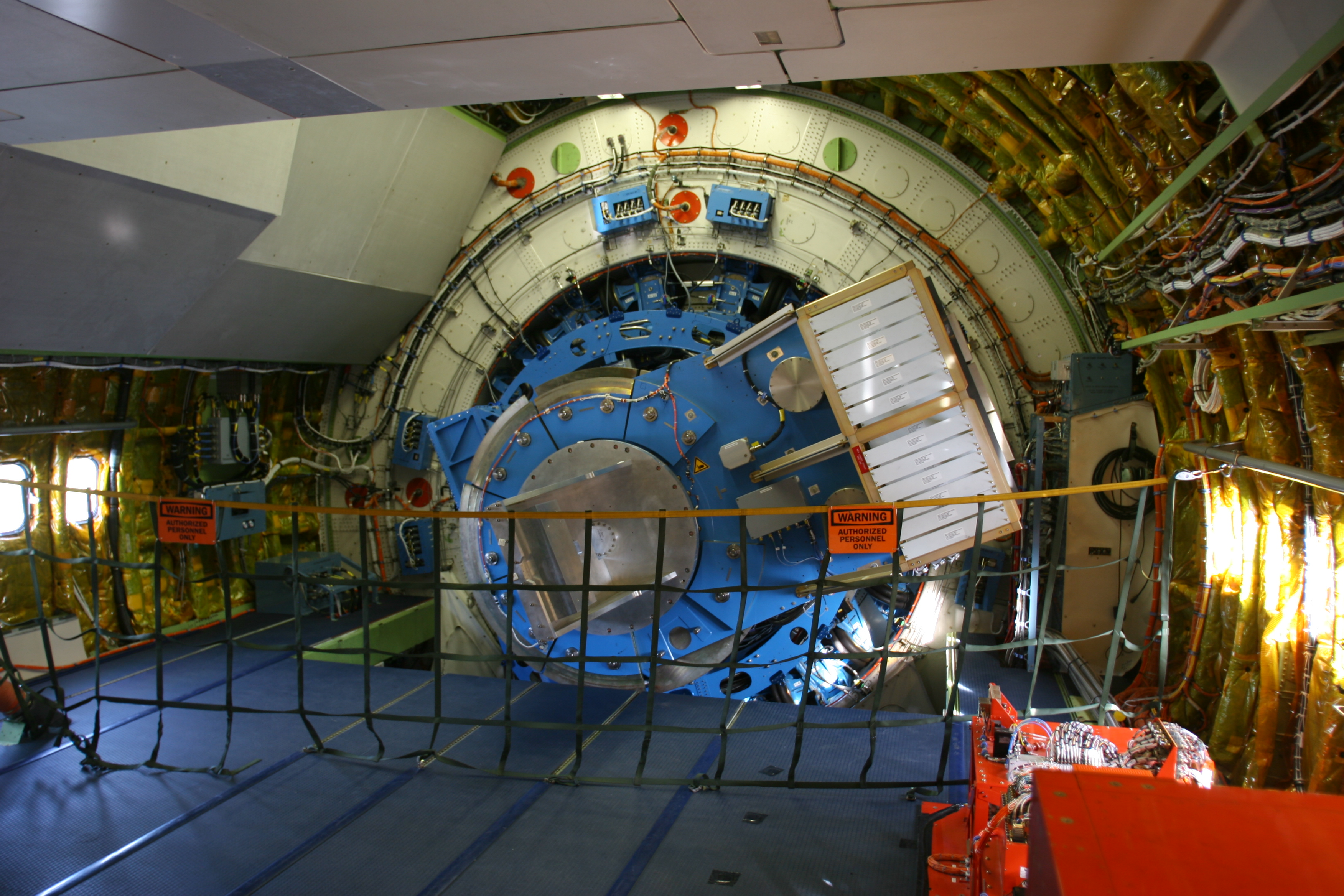
Il telescopio visto dall'interno

Una volta pronti per l'uso, i voli di osservazione dovevano essere volati 3 o 4 notti a settimana. Originariamente programmato per essere operativo per 20 anni, nel suo budget provvisorio per l'anno fiscale 2015 la NASA annunciava che, a meno che il centro aerospaziale tedesco non contribuisse significativamente più di quanto concordato in precedenza, l'osservatorio sarebbe stato fondato entro il 2015. L'Osservatorio SOFIA ha sede presso il Dryden Flight Research Center della NASA presso l'aeroporto regionale di Palmdale, in California, mentre il SOFIA Science Center è situato al Ames Research Center, a Mountain View, in California (quello di Christchurch è uno degli aeroporti che collaborano al progetto).

### Telescopio

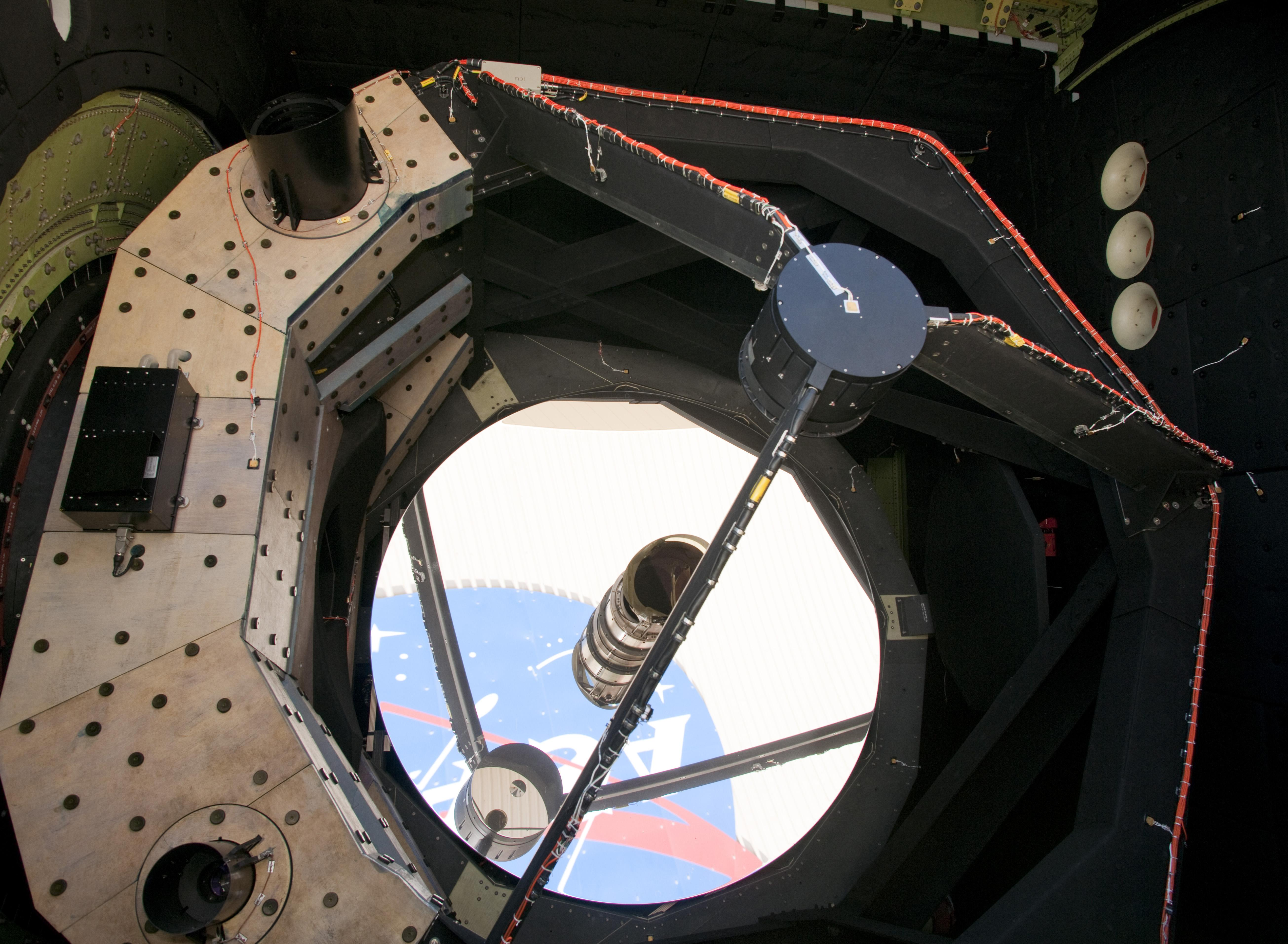
Specchio principale del telescopio

SOFIA utilizza un telescopio riflettore da 2,5 m che opera da una grande apertura sul lato sinistro della fusoliera vicino alla coda dell'aeroplano, e gli strumenti principali sono 3 fotocamere diverse che arrivano a coprire una lunghezza d'onda da 1 a 210 μm. Gli altri quattro strumenti includono un fotometro ottico e spettrometri a infrarossi con vari intervalli spettrali; per ogni osservazione è collegato al telescopio uno strumento scientifico intercambiabile. Il telescopio di SOFIA è di gran lunga il più grande mai installato su un aereo. Inoltre, uno studioso può anche progettare e costruire uno strumento per scopi speciali. Il 17 aprile 2012, la NASA ha selezionato due aggiornamenti per aumentare il campo visivo con i nuovi array di rivelatori di bolometri con sensore del bordo di transizione e per aggiungere la capacità di misurare la polarizzazione dell'emissione di polveri da fonti celesti.
Le osservazioni sono rese difficili dalle vibrazioni dell'aereo e dalla turbolenza che entra dall'apertura. Quindi, a compensare ci sono un sistema di giroscopi, telecamere e motori a coppia magnetica. La cabina del telescopio deve essere raffreddata prima del decollo del velivolo, in modo che abbia una temperatura corrispondente alla temperatura esterna per evitare deformazioni di forma indotte termicamente, e, prima di atterrare, lo scompartimento è riempito di azoto per prevenire la condensazione di umidità sull'ottica e sugli strumenti.

## Risultati scientifici di rilievo
Il 29 giugno 2015, il pianeta nano Plutone è passato davanti ad una stella lontana producendo un'ombra sulla Terra vicino alla Nuova Zelanda che ha permesso a SOFIA di studiare l'atmosfera di Plutone. All'inizio del 2016, SOFIA ha rilevato l'ossigeno atomico nell'atmosfera di Marte per la prima volta in 40 anni. Nel maggio dello stesso anno sono stati compiuti dei voli che hanno portato alla scoperta di idruro di elio (fino a quel momento creato solo in laboratorio) anche nel cosmo, nella nebulosa planetaria NGC 7027. Questa molecola è considerata la prima ad essersi formata in seguito al Big Bang, a cui sono seguite tutte le altre. All'inizio del 2017, le sue osservazioni di Cerere nel medio infrarosso hanno aiutato a determinare che il pianeta nano è ricoperto da uno strato di polvere di roccia proveniente da altri corpi.
Il 26 ottobre 2020 la NASA ha annunciato per la prima volta il rilevamento di acqua molecolare sulla superficie del lato visibile della Luna, più precisamente nel cratere Clavius. È il risultato di una ricerca dell'Università del Colorado a Boulder basata sulle immagini della Luna scattate per la prima volta da SOFIA, combinate con le misurazioni della temperatura prese dal Lunar Reconnaissance Orbiter. Questo ritrovamento permette di ampliare i siti di ricerca, in precedenza ritenuti strettamente ai poli.